# باري إم. غوغ
باري إم. غوغ هو مؤرخ كندي، ولد في 17 سبتمبر 1938 في فيكتوريا في كندا.